# Cheval au Tadjikistan
L'histoire du cheval au Tadjikistan, pays de culture nomade, remonte à la plus haute Antiquité, notamment dans la vallée de Ferghana. Le pays élève la race Karabaïr au Nord, et le Lokaï dans le centre et le sud.

## Histoire
La présence du cheval est indéniablement ancienne. Les recherches archéologiques dans la vallée du Zeravshan ont permis de mettre au jour des pièces de harnachement dans une tombe d'aristocrate, incluant deux mors en bronze et un sceptre du même métal, surmonté d'un cheval sculpté.
La guerre civile du Tadjikistan a entraîné une perte des pedigree d'élevage et des meilleurs animaux.
Le 31 décembre 2008, le gouvernement du Tadjikistan approuve un programme visant à développer et soutenir l'élevage équin sur la période de 2009 à 2016, allouant à ce programme une somme de 250 000 somoni sur la seule période 2009-2010. 57 chevaux Pur-sang ont été achetés au haras de dehkans en utilisant ces fonds. 15 000 somoni sont dédiés au financement d'un livre sur l'élevage équin.

## Élevage
La base de données DAD-IS ne répertorie que trois races de chevaux élevées actuellement ou par le passé au Tadjikistan : le Karabair, le Lokai et le Tadjik. Le Karabair est monté pour les parties de bouzkachi, il est plutôt élevé au nord du pays. Au contraire, le Lokai provient du centre et du sud. L'étude publiée en 1989 par les autorités de l'URSS signalent aussi le développement d'une nouvelle race par croisement entre des juments Lokai et des étalons Pur-sangs et Arabes.

## Pratiques

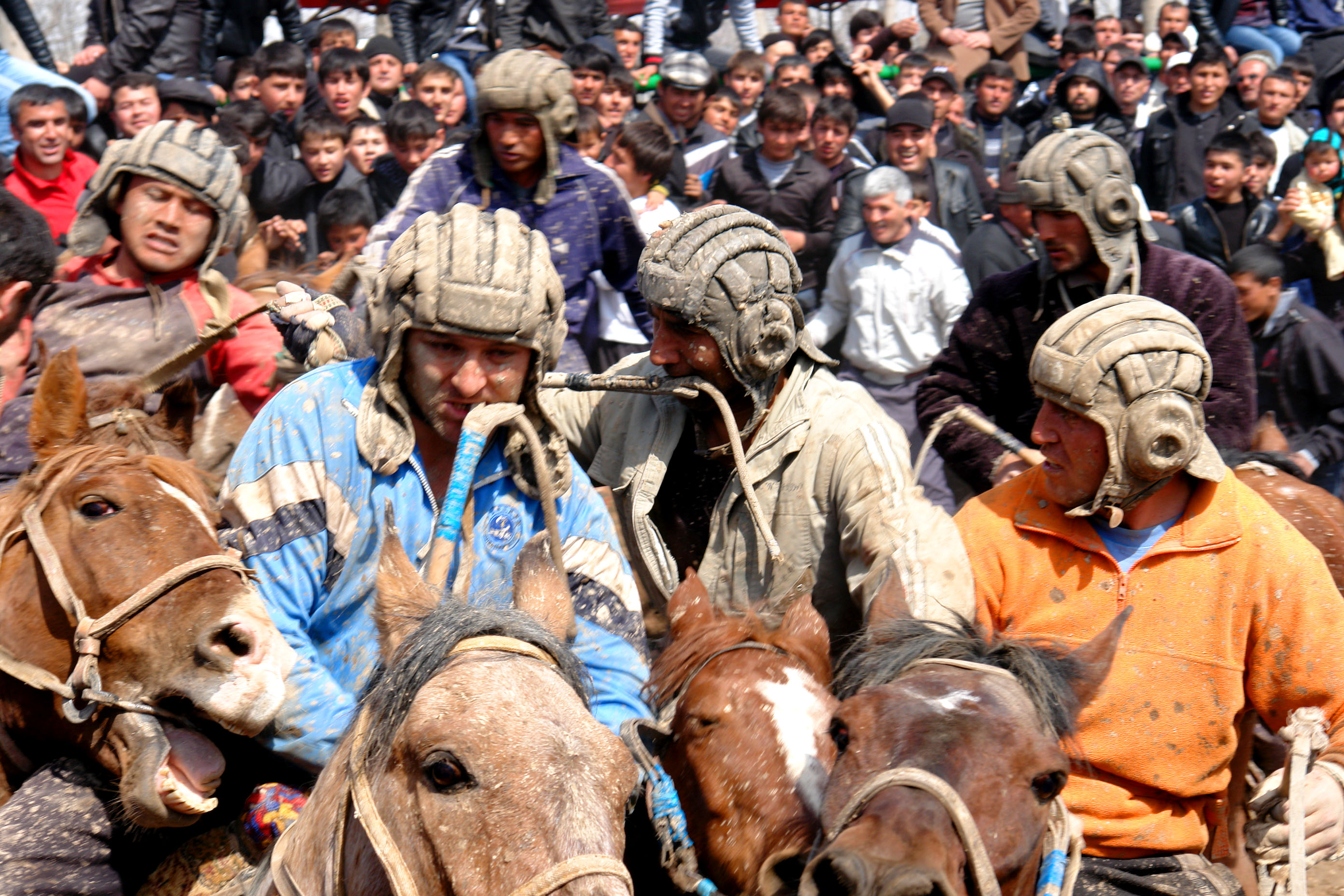
Partie de bouzkachi au Tadjikistan

Le bouzkachi est un sport équestre local traditionnel.
De nombreux agriculteurs locaux continuent à recourir à la traction hippomobile. Le tourisme équestre commence à se développer, notamment dans le Pamir, où une association transfrontière de guides de randonnée s'est constituée avec le Kirghizistan.

## Aspects culturels
Contrairement à ce qui s'observe dans des pays voisins, les Tadjiks modernes ne consomment pas de viande de cheval.